# Lipozom

Schéma jednoduchého jednolamelárního lipozomu vytvořeného fosfolipidy ve vodném roztoku. Lipidové části jsou uspořádány tak, že vodu odpuzující části jsou uvnitř dvouvrstvy a povrch a vnitřek lipozomu naopak vodu přitahuje. Takovýto váček může přenášet například ve vodě rozpustné vitamíny (například vitamín C).

Lipozom je uměle vzniklá kulovitá struktura vytvořená z lipidové dvouvrstvy. Lipozom může být použit jako vehikulum, které může dopravit vitamín nebo léčivo na požadované místo v organismu. Lipozomy mohou být připraveny například působením ultrazvuku na biologické membrány.
Lipozomy jsou často složeny z fosfolipidů obohacených o fosfatidylcholiny. Může také obsahovat příměsi, které upravují vlastnosti povrchu lipozomu a tím i jeho chování v prostředí. Lipozomální povrch může mít na svém povrchu umístěny tzv. ligandy, které umožní přichycení lipozomů k postiženým buňkám.
Rozlišujeme různé druhy lipozomů.
Multilamelární vezikula (MLV), malá jednolamelární vezikula (angl. small unilamellar vesicle – SUV) a velká jednolamelární vezikula – (angl. large unilamellar vesicle – LUV). Lipozomy by neměly být zaměňovány s micelami, které jsou složeny jen jednou vrstvou lipidů.

## Seznam lipozomálních léků
K roku 2012 bylo registrováno 12 léků založených na lipozomální formě a u 5 dalších probíhaly klinické testy.
Seznam klinicky schválených lipozomálních léčiv
| Název                           | Obchodní název | Výrobce                        | Využití                                                                       | Lipozomální pomocná látka           |
| Liposomal amphotericin B        | Abelcet        | Enzon                          | Systémové houbové infekce                                                     | DMPC a DMPG                         |
| Liposomal amphotericin B        | Ambisome       | Gilead Sciences                | Systémové houbové a protozoární infekce                                       | HSPC, Cholesterol, DSPG             |
| Liposomal cytarabine            | Depocyt        | Pacira (formerly SkyePharma)   | Maligní lymfomatózní meningitida                                              | DOPC, Cholesterol, DPPG             |
| Liposomal daunorubicin          | DaunoXome      | Gilead Sciences                | HIV asociovaný Kaposiho sarkom                                                | DSPC, Cholesterol                   |
| Liposomal doxorubicin           | Myocet         | Zeneus                         | Kombinační terapie cyclophosphamidu u metastazující rakoviny prsu             | LIPOVA-E120, Cholesterol            |
| Liposomal IRIV vaccine          | Epaxal         | Crucell                        | Hepatitida A                                                                  | LECIVA-S70                          |
| Liposomal IRIV vaccine          | Inflexal V     | Berna Biotech                  | Chřipka                                                                       | LECIVA-S90                          |
| Liposomal morphine              | DepoDur        | SkyePharma, Endo               | Pooperační analgézie                                                          | DOPC, Cholesterol, DPPG             |
| Liposomal verteporfin           | Visudyne       | QLT, Novartis                  | Věkem způsobená makulární degenerace, patologická myopie, oční histioplazmóza | Egg PG, DMPC                        |
| Liposome-proteins SP-B and SP-C | Curosurf       | Chiesi Farmaceutici, S.p.A.    | plicní surfaktant pro syndrom dechové tísně (RDS)                             | Leciva-S90                          |
| Liposome-PEG doxorubicin        | Doxil/Caelyx   | Ortho Biotech, Schering-Plough | metastazující karcinom prsu, metastazující karcinom ovárií                    | MPEG-DSPE, HSPC, Cholesterol        |
| Micellular estradiol            | Estrasorb      | Novavax                        | Léčba menopauzy                                                               | sojový olej, Polysorbate80          |
| Liposomal vincristine           | Marqibo        | Spectrum Pharmaceuticals       | Akutní lymfoblastická leukémie (ALL) a melanom                                | Cholesterol a vaječný sphingomyelin |

## Nutriční doplňky stravy
Až do nedávné doby bylo použití liposomů zaměřeno především na cílené podávání léčiv. Všestranné schopnosti lipozomů nyní nacházejí využití i v jiných oblastech. Lipozomy jsou nyní využívány též pro perorální (ústní) aplikaci některých dietních a výživových doplňků.
Ve vodě rozpustné vitamíny jsou vstřebávány jen v malém množství a mají tzv. nízkou biologickou dostupnost. Podílí se na tom například částečně omezená vstřebatelnost ve vodě rozpustných vitamínů, jejichž vstřebávání skrze stěnu střeva je závislé na transportních mechanismech (transportních kanálech). Proto zapouzdření do lipozomu nabízí velmi účinnou metodu jak obejít zničení živiny v trávicím traktu trávicími enzymy a napomáhání vstřebání živin do buněk a tkání.